# Луковец (Черниговская область)
Луковец (укр. Луковець) — село в Корюковском районе Черниговской области Украины. Население 2 человека. Занимает площадь 0,535 км².
Код КОАТУУ: 7422482503. Почтовый индекс: 15362. Телефонный код: +380 4657.

## Власть
Орган местного самоуправления — Домашлинский сельский совет. Почтовый адрес: 15362, Черниговская обл., Корюковский р-н, с. Домашлин, ул. Молодёжная, 22.